# Naia (esqueleto)
Naia é um fóssil humano de cerca de 12 a 13 mil anos, de uma fêmea adolescente de quinze anos de idade, que foi encontrada na península de Iucatã, no México. Os ossos eram parte de uma descoberta de 2007, de um esconderijo de ossos de animais em uma câmara subaquática chamada Hoyo Negro (em espanhol "Buraco Negro") no sistema de caverna Sac Actun.  Os restos foram descritos como o "mais velho, mais completo e geneticamente intacto esqueleto humano no Novo Mundo". Seu nome é derivado de um tipo de ninfas das águas na mitologia grega — as Náiades.

## Hipóteses
O teste de DNA de Naia indicou uma ligação genética entre paleoamericanos e os nativos americanos modernos. A evidência genética diz que seu mtDNA é haplogrupo D1 (combinação de variantes genéticas específicas que são vizinhos de uma cadeia de DNA e assim são herdados como um grupo), tal haplótipo é encontrado somente nas Américas. Ele está presente em cerca de 11 por cento dos atuais nativos americanos e quase 1 em cada 3 no Chile e na Argentina, de acordo com a geneticista Deborah Bolnick, um dos cientistas que estudaram seu DNA. O Homem de Kennewick, um conjunto de bem preservado paleoamericano descoberto em 1996, ja havia levantado dúvidas sobre qual a conexão com os modernos ameríndios, devido às suas características, tais como, maior tamanho, com rosto mais estreito e mais “para frente”, sendo mais semelhante aos povos nativos da África, Austrália e sul da costa do Pacífico do que com seus supostos descendentes americanos. No entanto, o DNA da Naia confirma que, apesar das diferenças na aparência, esses grupos compartilham descendentes.